# قمشه لرزنگنه
قمشه لُرزنگنه، روستایی از توابع بخش ماهیدشت، در ۹ کیلومتری شهر ماهیدشت از شهرستان کرمانشاه در استان کرمانشاه ایران است.

## جمعیت
این روستا در دهستان ماهیدشت قرار دارد و براساس سرشماری مرکز آمار ایران در سال ۱۳۸۵، جمعیت آن ۲۵۸ نفر (۵۸ خانوار) بوده‌است. همچنین در سال ۱۳۹۰ جمعیت این روستا ۲۶۰ نفر (۶۹ خانوار) بوده است و نهایتا در سرشماری مرکز آمار ایران در سال ۱۳۹۵ جمعیت ساکن در این روستا ۱۹۷ نفر (۵۵ خانوار) گزارش شده است.